# Brian Fies
Brian Fies est un auteur de bande dessinée américain connu pour Le Cancer de maman, récit du cancer de sa mère publié en ligne de 2004 à 2006.

## Œuvres publiées
- Mom's Cancer, Abrams ComicArts, 2006.
- Whatever Happened to the World of Tomorrow?, Abrams ComicArts, 2009.

## Œuvres publiées en français
- Le Cancer de maman, Çà et là, 2007.

## Prix et récompenses
- 2005 : Prix Eisner de la meilleure bande dessinée en ligne pour Le Cancer de maman
- 2007 : Prix Harvey du meilleur nouveau talent pour Le Cancer de maman
- 2018 : Prix Inkpot, pour l'ensemble de son œuvre